# Alkoxid
En alkoxid är den korresponderande basen till en alkohol. Den består av en organisk molekyl som är bunden till en negativt laddad syreatom. Alkoxider brukar skrivas RO– där R är substituenten. De har samman namn som motsvarande alkohol fast med suffixet -at i stället för -ol (exempelvis heter alkoxiden av etanol etanat, inte etanoat).
Alkoxider är starka baser och nukleofiler under förutsättning att molekylen inte är för stor.

## Huvudtyper
- Alkenater är alkoxider med mättade kolvätekedjor (alkener). Deras nukleofila center är den negativt laddade syreatomen.

- Enolater är alkoxider av enoler och har därför en dubbelbindning som gör att deras egenskaper påminner om motsvarande keton eller aldehyd. Deras nukleofila center delas av syreatomen och den intilliggande kolatomen.

- Fenoxider är alkoxider av fenol eller liknande fenyl-baserade alkoholer. Eftersom fenol är surare än många andra alkoholer är således fenoxider mindre basiska än andra alkoxider.

## Framställning
Alkoxider kan framställas av en alkohol på många olika sätt.

### Reducerande metaller
Starkt reducerande alkalimetaller som natrium och kalium kan reagera direkt med alkoholen som då fungerar som en syra och protondonator.
{\displaystyle {\rm {2\ CH_{3}OH+2\ Na\rightarrow 2\ Na^{+}+CH_{3}O^{-}+H_{2}}}}

### Elektrofila klorider
Elektrofila klorider som fosforoxitriklorid eller kiselklorid kan reagera med alkoholer och bilda motsvarande alkoxid.
{\displaystyle {\rm {SiCl_{4}+4\ CH(CH_{3})_{2}OH\rightarrow Si(CH(CH_{3})_{2}O)_{4}+4\ HCl}}}

### Metates
Metates mellan en natriumalkoxid och en metallklorid kan ge metallalkoxider som inte kan produceras på andra sätt. Reaktionen drivs av den starka bindningsenergin i natriumklorid.
{\displaystyle {\it {{n}\ {\rm {{NaO}{\it {{R}+{\it {{M}{\rm {{Cl}{\it {{_{n}}\rightarrow {\it {{M}{\rm {{(OR)}{\it {{_{n}}+{\it {{n}\ {\rm {NaCl}}}}}}}}}}}}}}}}}}}}}}}